# Dunajivtsi
Dunajivtsi (ukrainsk: Дунаївці, russisk: Дунаевцы, polsk: Dunajowce) er en by i Kamjanets-Podilskyj rajon, Khmelnytskyj oblast (provinsen), Ukraine. Den ligger ved floden Ternavka, 22 km fra jernbanestationen Dunajivtsi og 68 km fra Khmelnytskyj. Byen huser et kontrolcenter for Ukraines statslige rumagentur. Dunajivtsi er vært for administrationen af Dunajivtsi urban hromada, en af Ukraines hromadaer.
Byen har en befolkning på omkring 15.799 (2021).